# Can Ribes (Terrassa)
Can Ribes (habitualment ortografiat Can Ribas) és una masia del municipi de Terrassa, protegida com a bé cultural d'interès local. És situada al barri de les Fonts, al costat mateix de Ca n'Amat de les Farines, als terrenys de la qual fou construïda a començament del segle XX per l'arquitecte Lluís Muncunill. Actualment allotja un restaurant.

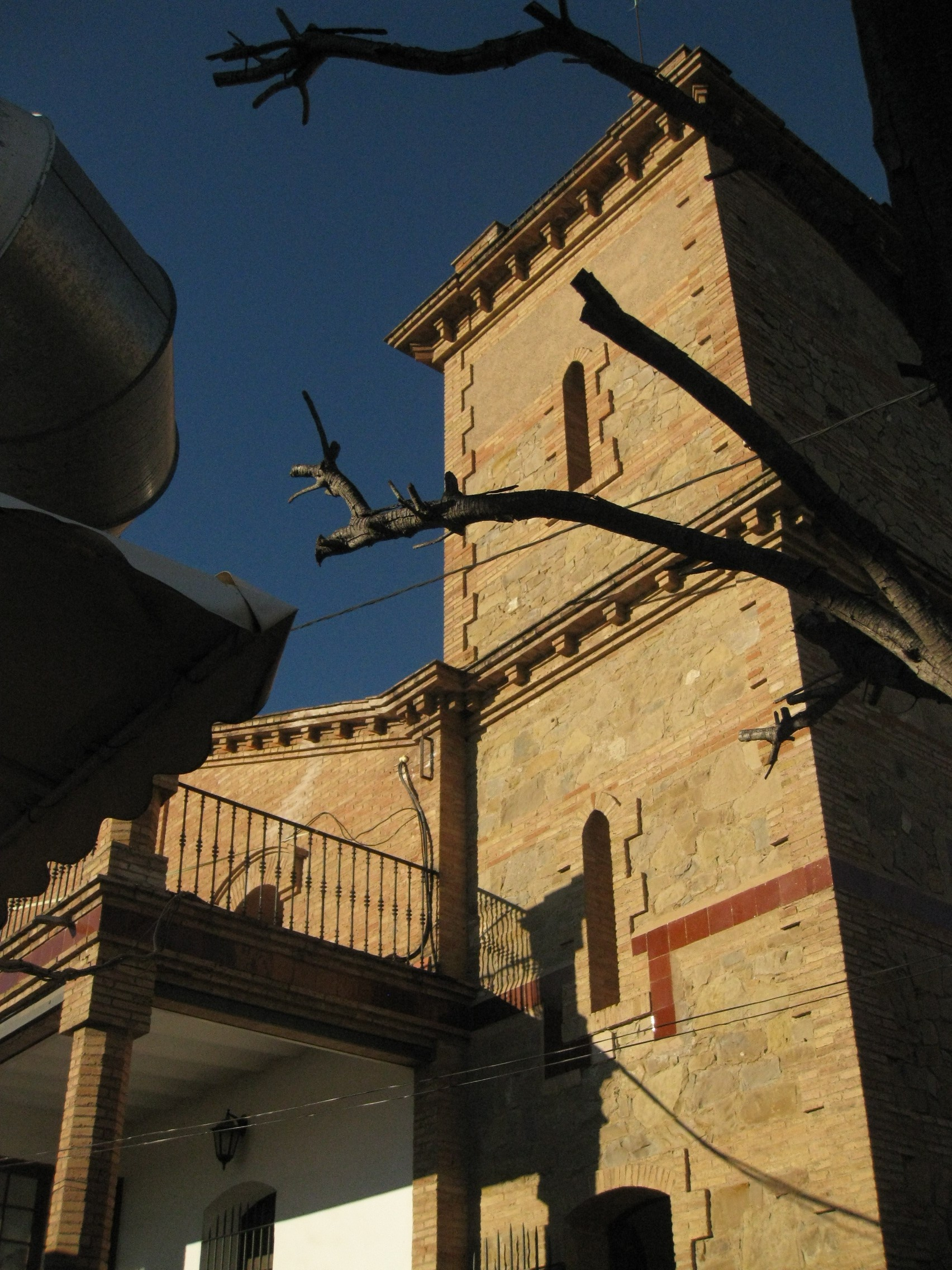
Torre de Can Ribes

Es tracta d'un edifici senyorial de caràcter residencial, aïllat, que participa de la tipologia de masia fortificada adaptada. Consta d'un cos rectangular, de dues plantes, coberta a dues aigües i amb una composició simètrica dels elements de la façana. S'hi alça una torre de tres plantes, quadrangular, l'últim pis de la qual està separat de la resta per una cornisa igual a la del ràfec de la coberta del cos principal, sent-ne una continuació.
Al davant de l'entrada hi ha un porxo sostingut per quatre columnes poligonals de maó vist que es continuen fins al nivell del primer pis formant una terrassa. Als intercolumnis centrals del porxo s'hi ha construït una mena de tribuna de vidres, fusta i obra vista. Les finestres són d'arc rebaixat, de maó col·locat a sardinell, excepte les de la torre, que són estretes i d'arc apuntat. L'edifici és d'obra vista al pis i arrebossat a la planta. La torre és de paredat comú, excepte les finestres i cornises, motllurades i amb permòdols.